# Цілинна ділянка в гирлі річки Арабка
Цілинна ділянка в гирлі р. Арабка — ентомологічний заказник місцевого значення. Об'єкт розташований на території Мелітопольського району Запорізької області, село Вознсенівка.
Площа — 2 га, статус отриманий у 1984 році.